# Рут Клейтон
Рут М. Клейтон (англ. Ruth Clayton,  народжена Фрідман; 10 червня 1925 — 11 січня 2003) — британська дослідниця в галузі епігенетики та розвитку ока хребетних. Учениця Конрада Воддінгтона.

## Біографія
Рут Фрідман народилася в сім'ї інженера Пола Фрідмана (1896-1950). Він був бакалавром та членом британської Інституції електричних інженерів. У 1949 році вийшла його книга «Принципи наукових досліджень», перевидана 1960 року після його смерті донькою з передмовою Конрада Воддінгтона.
Рут Фрідман навчалася в Оксфордському університеті, де здобула ступінь магістра зоології. 1947 року приєдналася до лабораторії Конрада Воддінгтона в Інституті генетики тварин у Едінбурзі.
У 1950-тих роках одружилася з іншим співробітником лабораторії Воддінгтона генетиком Джорджем Клейтоном.
У 1960-ті Рут Клейтон приєдналася до групи епігенетики в лабораторії Воддінгтона.
Основні наукові праці Клейтон у 1970-ті стосувалися розвитку ока в курей.

Після смерті Воддінгтона було видано пам'ятну статтю про нього в виданні Лондонського королівського товариства, де на одній зі сторінок Рут Клейтон була згадана в дещо неприємному вигляді, що викликало занепокоєння в її лабораторії. Невдовзі в Британському медичному журналі виконавчий секретар товариства опублікував виправлення, де зазначалося: 
|  | Значущим винятком, який вкладався в початковий концепт Воддінгтона була праця над розвитком кришталика птахів у групі, очолюваній пані Рут Клейтон. Ця лабораторія стала добре відомою через дослідження ДНК-РНК, які принесли світову репутацію принаймні двом її провідним працівникам. Оригінальний текст (англ.) A notable exception which fitted into Waddington's original concept was the work on the development of the avian lens in the group led by Mrs Ruth Clayton. The laboratory became well known for the DNA-RNA investigations which earned a world reputation for at least two of the leading workers. |

## Наукові праці
- CLAYTON, R. M. (1954). Localization of embryonic antigens by antisera labelled with fluorescent dyes. Nature, 174(4440), 1059—1059.
- Clayton, R. M., & Truman, D. E. S. (1967). Molecular structure and antigenicity of lens proteins. Nature, 214(5094), 1201—1204.
- Clayton, R. M. (1969). Properties of the crystallins of the chick in terms of their subunit composition. Experimental Eye Research, 8(3), 326—339.
- Clayton, R. M. (1970). Problems of differentiation in the vertebrate lens. Current topics in developmental biology, 5, 115—180.
- Clayton, R. (1975). Is Abortion Counselling Really Necessary? Contact, 48(1), 3–8. https://doi.org/10.1080/13520806.1975.11759291
- Zadunaisky, J. A., Kaye, G. I., Clayton, R. M., & Bito, L. (1975). The structure and function of ocular epithelia. Experimental Eye Research, 20(3), 275—279.
- Clayton, R. M. (1985). Developmental genetics of the lens. The ocular lens, 61-92.
- Head, M. W., Sedowofia, K., & Clayton, R. M. (1995). βB2-crystallin in the mammalian retina. Experimental eye research, 61(4), 423—428.